# おはよう片山竜二です
『おはよう片山竜二です』（おはようかたやまりゅうじです）は、1970年4月13日から1976年4月2日まで、TBSラジオで生放送されていたラジオ番組である。

## 概要
- 1976年4月から文化放送の「片山竜二のおはよう文化放送です・片山竜二のおはよう土曜日文化放送です」に出演することになったため番組は終了した[1][2]

## 放送時間
- 月曜日～土曜日 7:30 - 9:00（1970年4月〜1970年9月）
- 月曜日～土曜日 7:30 - 9:15（1970年10月〜1972年3月）
- 月曜日～金曜日 7:30 - 9:15（1972年4月〜1973年3月）
- 月曜日～金曜日 7:40 - 9:15（1973年4月〜1976年4月）

## 出演者
- パーソナリティ
  - 片山竜二
- アシスタント
  - 高階玲子[3]
  - 遠藤泰子（1971年〜1973年9月）
  - 岩崎直子（1973年10月〜1974年9月）
  - 桐本幸子（1974年10月〜1975年9月）
  - 宇野淑子（1975年10月〜1976年4月）

## コーナー
- ハイハイ片山竜二です
- 片山竜二の週刊誌ひろいよみ
- 季節の話題
- 日本全国8時です
- 話のサイドミラー
- 都民ニュース
- 関八州あちらこちら
- 聞かせてよこのメロディを
- 片山竜二のよろずコーナー
- この歌の想い出[4]